# Leichtathletik-Halleneuropameisterschaften 2021/Teilnehmer (Serbien)
| Gelbes Symbol für Goldmedaillen mit stilisierten Olympischen Ringen | Graues Symbol für Silbermedaillen mit stilisierten Olympischen Ringen | Braundes Symbol für Bronzemedaillen mit stilisierten Olympischen Ringen |
| ------------------------------------------------------------------- | --------------------------------------------------------------------- | ----------------------------------------------------------------------- |
| —                                                                   | —                                                                     | —                                                                       |

Aus Serbien starteten drei Athletinnen und fünf Athleten bei den Leichtathletik-Halleneuropameisterschaften 2021 in Toruń.
Verletzungsbedingt hatte Weitspringerin Ivana Španović absagen müssen.

## Ergebnisse

### Frauen

#### Laufdisziplinen
| Athletin        | Disziplin   | Vorlauf     | Vorlauf | Halbfinale         | Halbfinale         | Finale             | Finale             |
| Athletin        | Disziplin   | Zeit        | Platz   | Zeit               | Platz              | Zeit               | Platz              |
| --------------- | ----------- | ----------- | ------- | ------------------ | ------------------ | ------------------ | ------------------ |
| Milana Tirnanić | 60 m        | 7,42 s      | 30      | nicht qualifiziert | nicht qualifiziert | nicht qualifiziert | nicht qualifiziert |
| Maja Ćirić      | 400 m       | 53,28 s =SB | 25      | nicht qualifiziert | nicht qualifiziert | nicht qualifiziert | nicht qualifiziert |
| Anja Lukić      | 60 m Hürden | 8,29 s      | 38      | nicht qualifiziert | nicht qualifiziert | nicht qualifiziert | nicht qualifiziert |

### Männer

#### Laufdisziplinen
| Athlet           | Disziplin   | Vorlauf | Vorlauf | Halbfinale         | Halbfinale         | Finale             | Finale             |
| Athlet           | Disziplin   | Zeit    | Platz   | Zeit               | Platz              | Zeit               | Platz              |
| ---------------- | ----------- | ------- | ------- | ------------------ | ------------------ | ------------------ | ------------------ |
| Aleksa Kijanović | 60 m        | 6,75 s  | 32      | nicht qualifiziert | nicht qualifiziert | nicht qualifiziert | nicht qualifiziert |
| Boško Kijanović  | 400 m       | 47,89 s | 37      | nicht qualifiziert | nicht qualifiziert | nicht qualifiziert | nicht qualifiziert |
| Luka Trgovčević  | 60 m Hürden | 7,91 s  | 30      | nicht qualifiziert | nicht qualifiziert | nicht qualifiziert | nicht qualifiziert |

#### Sprung/Wurf
| Athlet           | Disziplin   | Qualifikation | Qualifikation | Finale  | Finale |
| Athlet           | Disziplin   | Weite         | Platz         | Weite   | Platz  |
| ---------------- | ----------- | ------------- | ------------- | ------- | ------ |
| Lazar Anić       | Weitsprung  | 7,79 m        | 6             | 7,81 m  | 6      |
| Armin Sinančević | Kugelstoßen | 20,29 m       | 7             | 20,74 m | 6      |